# Shwedagon
Shwedagon, officiellt Shwedagon Zedi Daw (burmesiska: ရွှေတိဂုံ စေတီတော်မြတ်) och på svenska något oegentligt känd som Gyllene pagoden, är en 110 meter hög gyllene stupa i Rangoon i Myanmar. Stupan ligger väster om sjön Kandawgyi, på Singuttara Hill, och dominerar därmed stadssiluetten.

## Betydelse och beskrivning
Shwedagon är den heligaste buddhistiska helgedomen för burmeserna. Den sägs innehålla reliker från fyra buddhor:
- Kakusandhas stav
- Konagamana vattenfilter
- en del av Kassapas klädnad
- åtta hårstrån från Siddhartha Gautama, den historiske Buddha.

Den enorma stupan är helt förgylld; enligt uppgift är den nedre delen täckt av 8 688 guldplåtar och den övre av ytterligare 13 153 plåtar. I toppen finns 4 531 eller 5 438 diamanter infattade, av vilka den största väger 72 eller 76 carat, tillsammans med 2 317 rubiner, safirer och andra ädelstenar. På spiran finns 1 065 små guldklockor.
Shwedagon har växt från en ursprunglig höjd på 8,2 meter till nuvarande 110 meter. Själva stupan har en höjd på 99 meter, och den är placerad på en kulle 51 meter över den omgivande staden.

## Historik
Shwedagon började byggas för 2 500 år sedan. Den blev färdig på 500-talet.